# ジョン・ホランド・ローズ

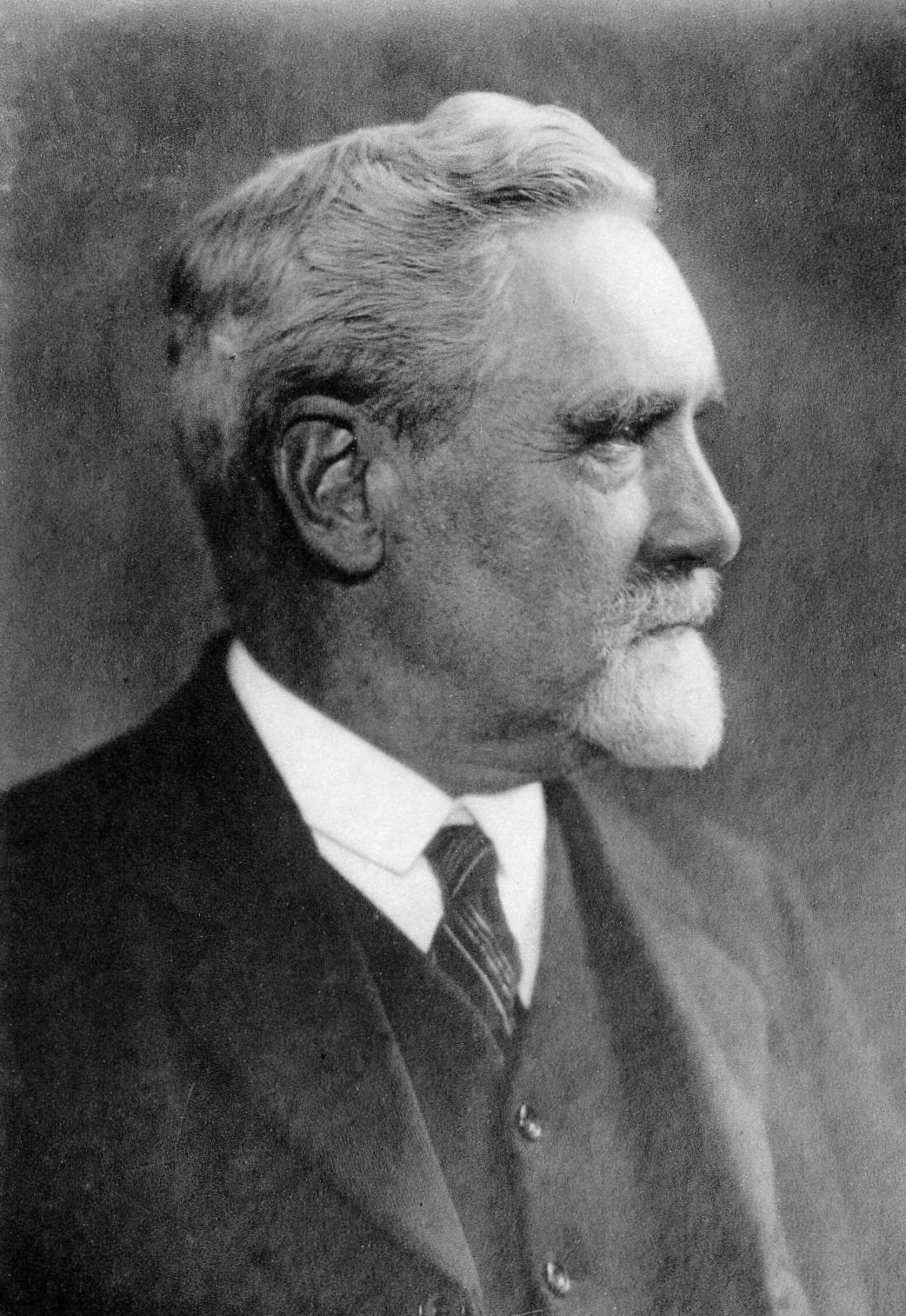
J・H・ローズ

ジョン・ホランド・ローズ（John Holland Rose、1855年6月28日 - 1942年3月3日）は、20世紀イギリスの歴史家。

## 略歴
1911年から1919年までケンブリッジ大学の近代史講師、ついで1919年から1923年まで海軍史講座担任教授を勤めた。フランス革命とナポレオン時代史の権威であった。『ケンブリッジ大英帝国史』（『Cambridge History of the British Empire, 1929－36』）の編集委員でもあり、またC.P.スノーの作品に登場する架空の人物であるM. H. L. Gay のモデルとも言われる。

## 著作
- 『The life of Napoleon I』3巻（1902年）
- 『William Pitt』（1911年）
- 『How the War Came About』（1914年）
- 『Nationality as a factor in modern history』（1916年）
- 『The development of the Europian nations 1870-1921』（1923年）
  - 『欧州諸国民発達史』（大正14年）
- 『Man and see』（1927年）
- 『The Personality of Napoleon』（1912年）
  - 『ナポレオンの性格』（昭和17年）

## 関連リンク
- John Holland Roseの作品 （インターフェイスは英語）- プロジェクト・グーテンベルク